# جامعة ليل للصحة والقانون
جامعة ليل للصحة والقانون (بالإنجليزية: Lille 2 University of Health and Law)‏ هي جامعة، وEPSCP، تأسست في 1970، في فرنسا، وهي عضوة في NSL cluster ‏، وشبكة أوتريخت، ورابطة الجامعات الأوروبية، واتحاد كوبرين ‏، بلغ عدد طلابها 30015 في 1 سبتمبر 2016.